# Újezd Svatého Kříže

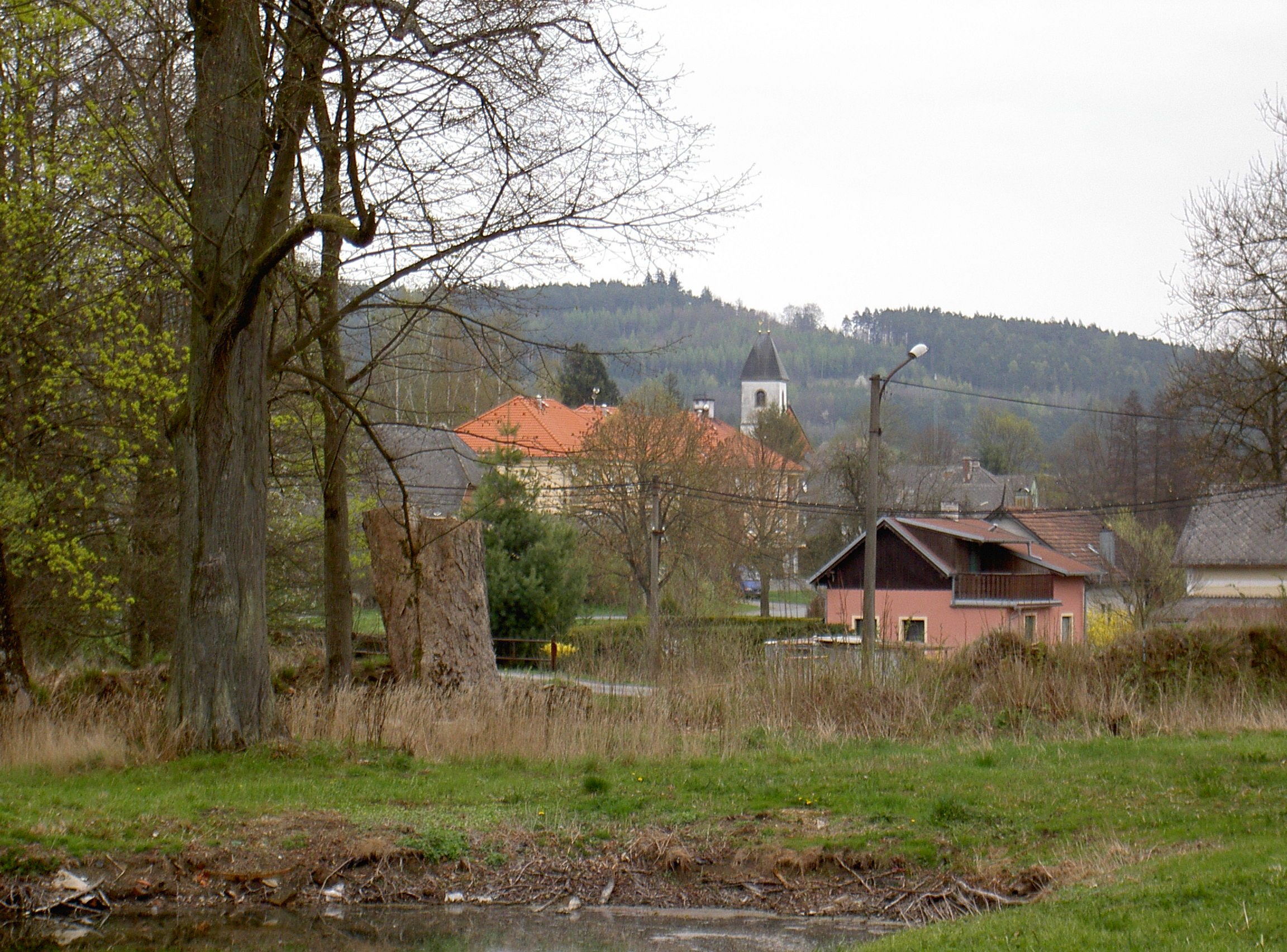
Újezd Svatého Kříže (Heiligenkreuz)

Újezd Svatého Kříže (deutsch: Heiligenkreuz) ist ein Gemeindeteil von Bělá nad Radbuzou im westböhmischen Okres Domažlice in Tschechien. Das tschechische Wort újezd heißt auf Deutsch: Bezirk, Umkreis, Mark, Sprengel. Svatého Kříže heißt auf Deutsch: des heiligen Kreuzes.

## Geografische Lage
Újezd Svatého Kříže (Heiligenkreuz) liegt am Bystřický potok (deutsch: Waldweiher- oder Engelbach) ungefähr vier Kilometer südöstlich von Bělá nad Radbuzou (deutsch: Weißensulz) oberhalb des Tals der Radbuza.

## Geschichte

### Freies Chodendorf bis 1454
Archäologische Funde deuten auf eine frühe Besiedelung der Gegend (Hügelgräber, bronzezeitliche Axt). Der Ort bestand schon im 11. Jahrhundert. Er war eine Chodensiedlung, die 1200 Aujezd genannt wurde. Újezd Svatého Kříže war besonders bedeutsam, weil es ganz am linken Flügel der 13 Přimdaer (deutsch: Pfraumberger) Chodendörfer lag, in der Nähe der alten Handelsstraße Schönsee – Straßhütte – Ostrov (Wasserau) – Mutěnín (Muttersdorf).
Bereits 1331 werden in einer königlichen Verfügung neben den Choden auch deutsche Siedler schriftlich in diesem Ort erwähnt.
Aus dem Kloster Schönthal kamen Augustinereremiten in diese Gegend, gründeten das heute noch als Ruine erhaltene Kloster Pivoň (Stockau) und von dort aus in den umliegenden Ortschaften Einsiedeleien, Kapellen und Kirchen. Eine Legende berichtet von einem steinernen oder eisernen Kreuz, das einem Einsiedler gehörte und an der Stelle der heutigen Kirche gefunden wurde. Davon wird der deutsche Name Heiligenkreuz abgeleitet.
1384 war Heiligenkreuz bereits Kirchdorf für Bělá nad Radbuzou (Weißensulz), Čečín (Zetschin), Třemešné (Zemschen), Bezděkov (Pössigkau) und Málkov (Molgau). Mitte des 16. Jahrhunderts wurden auch Bystřice (Wistersitz), Železná (Eisendorf), Hammersbrunn-Neubäu und Fuchsberg nach Heiligenkreuz eingepfarrt. In den Hussitenkriegen 1429 und 1433 wurde Heiligenkreuz, wie viele Orte dieser Gegend, zerstört und gebranntschatzt.

### Unter der Herrschaft der Laminger 1454–1678
1454 endete die Freiheit des Chodendorfes und ein Laminger von Albenreuth wurde erster Lehnsherr.
Unter ihm wurden das verbrannte Dorf und seine Kirche wieder aufgebaut.
Für sich selbst baute er ein befestigtes Herrenhaus in Heiligenkreuz.
224 Jahre, von 1454 bis 1678 herrschten nun die Lamingers in Heiligenkreuz.
Wolf Joachim Laminger kaufte das gesamte Lehen Heiligenkreuz 1596 um 1062 Taler.
Er und sein Vorgänger waren evangelisch und sie zwangen ihre Untertanen, evangelisch zu werden, worüber diese sich bei Kaiser Ferdinand beschwerten.
Die Kirche von Heiligenkreuz war von 1570 bis 1629 evangelische Pfarrkirche.
Mit der Gegenreformation wurde Wolf Joachim Laminger aus dem Land gejagt und sein jüngerer Bruder Wolf Wilhelm Laminger, der katholisch geblieben war, kaufte Anfang des 17. Jahrhunderts Heiligenkreuz, Weißensulz, Neudorf und Eisendorf.
Er zwang 1622 seine Untertanen, wieder zum katholischen Glauben zurückzukehren, worüber diese sich am Wiener Hof beschwerten.
Während des Dreißigjährigen Krieges wurde die Kirche von Heiligenkreuz
zerstört und 1630 wieder aufgebaut.
Zur Pfarrei Heiligenkreuz gehörten nun außer Heiligenkreuz selbst auch
Bělá nad Radbuzou (Weißensulz),
Čečín (Zetschin),
Třemešné (Zemschen),
Bezděkov (Pössigkau),
Málkov (Molgau),
Bystřice (Wistersitz),
Železná (Eisendorf),
Hammerbrunn, Neubäu,
Fuchsberg, Straßhütte, Ruhstein,
Černá Hora (Tschernahora),
Doubravka (Dobraken),
Hleďsebe (Siehdichfür),
Nový Dvůr (Neuhof),
Pleš (Plöß),
Smolov (Schmolau),
Lískovec (Haselberg),
Wabitz und Rosendorf.
Wolf Wilhelm Laminger machte die Kirche von Heiligenkreuz zu einer Wallfahrtskirche und wundertätigen Stätte des heiligen Kreuzes.
Die Wallfahrt wurde 1791 verboten.
Der Nachfolger von Wolf Wilhelm Laminger war Wolf Maximilian Laminger von Albenreuth.
Er verkaufte im Jahr 1678 Heiligenkreuz an Zdenko Kaplirsch von Sulewitz.

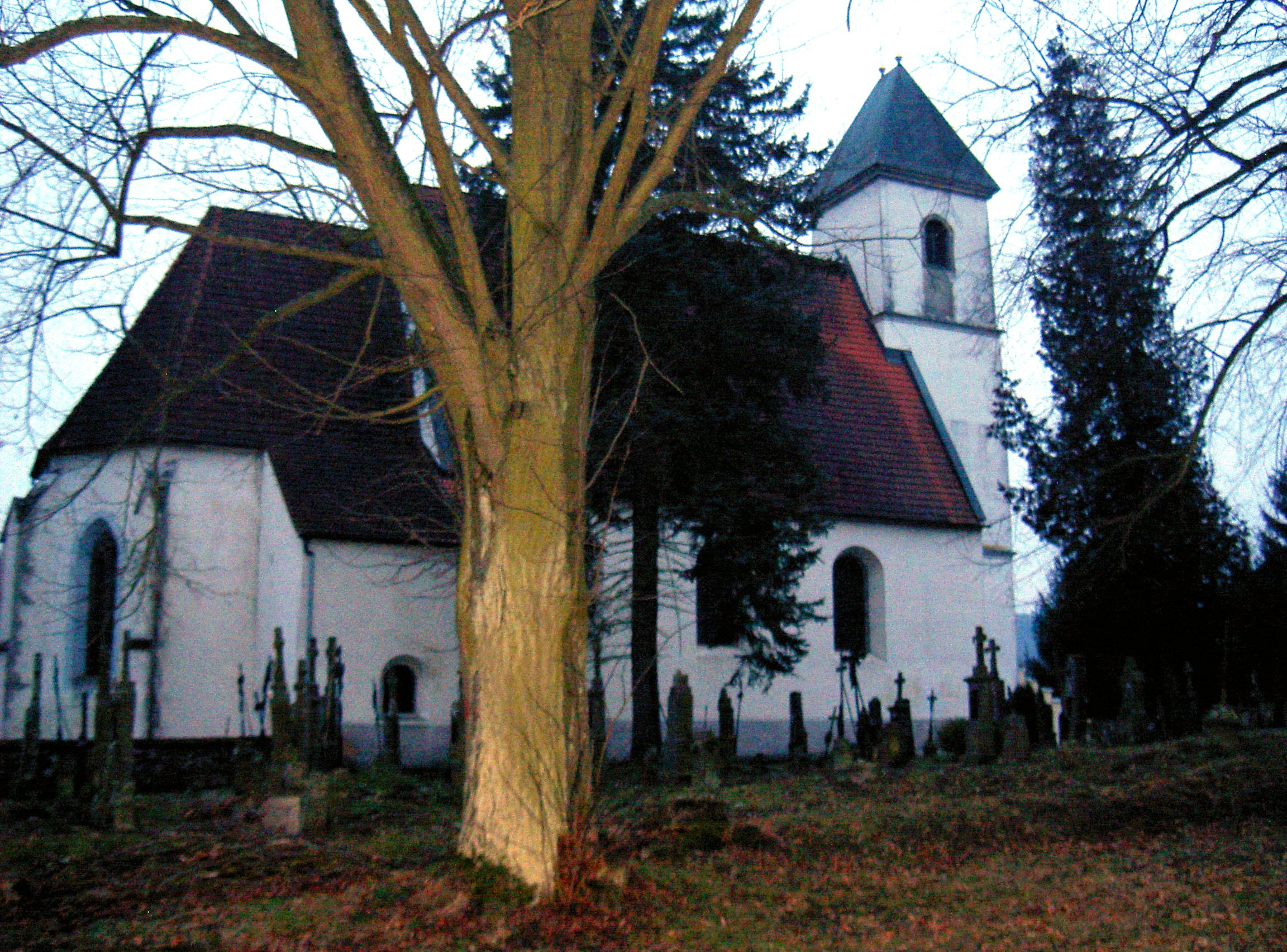
Újezd Svatého Kříže (Heilig Kreuz) Kirche

### Übergang unter die Herrschaft der Kotz von Dobrz 1678–1945
Zdenko Kaplirsch von Sulewitz starb 1685.
Seine Witwe Anna Theresia, geborene Zucker von Tamfeld, heiratete nach seinem Tod den Grafen Philipp Emmerich von Metternich-Winneburg. Sie starb 1712 ohne Nachkommen und es folgte ihr der Sohn ihres Bruders Wenzel Josef Graf Zucker von Tamfeld vermählt mit Maria Anna Gräfin von Trauttmansdorff. Über den Sohn Johann Wenzel und dessen früh verstorbenen Sohn Johann Erasmus der Jüngere gelangte die Herrschaft 1770 an Johann Erasmus den Älteren, der das letzte männliche Glied der Familie Zucker war. Nach seinem Tod 1781 erbte seine Nichte Franziska Romana Gräfin Zucker die Herrschaft. Sie war verheiratet mit Johann Josef Freiherr Kotz von Dobrz. Nach ihrem Tod 1796 erbte ihr Sohn Zacharias Wenzel Heiligenkreuz, womit die Herrschaft an die Freiherren Kotz von Dobrz überging, die sie bis 1945 behielten.
Diese Geschlechterliste ist hier so ausführlich aufgeführt, weil im gesamten böhmischen Grenzland die Namen Laminger, Zucker von Tamfeld, Trauttmansdorff und seit Ende des 18. Jahrhunderts besonders Kotz von Dobrz ständig auftauchen und eine große Rolle spielen.
Nach dem Münchner Abkommen wurde Heiligenkreuz dem Deutschen Reich zugeschlagen und gehörte bis 1945 zum Landkreis Bischofteinitz.
Zu Heiligenkreuz gehörte der Ortsteil Haselberg.

## Einwohnerentwicklung
- 1678 gab es in Heiligenkreuz 53 Häuser, 33 Besitzer, 2 Müller, 18 Chalupner (Häusler).
- 1881 gab es 93 Häuser und 707 Einwohner.
- 1930 gab es 113 Häuser, 549 Deutsche, 7 Tschechen und einen Ausländer.[5]
- 1945 gab es 125 Häuser und 614 Einwohner: 5 Gasthäuser, 2 Kaufläden, 1 Mühle, 2 Schmieden, 2 Wagner, 2 Böttcher, 1 Klempner, 2 Fleischer, 2 Bäcker, 1 Konditor, 3 Schneider, 2 Schuster, 2 Tischler, 2 Tabaktrafiken, 1 Zimmermeister, 1 Maurermeister und 2 Musikkapellen.[6]

## Bildung
In Heiligenkreuz wurde im 16. Jahrhundert eine einklassige Schule erbaut. 1871 hatte sie 191 Kinder, 1873 wurde sie zweiklassig und hatte 1877 201 Kinder. Eine Industriallehrerin für Handarbeit nahm 1880 ihre Tätigkeit auf. 1894 wurde die Schule umgebaut und erhielt eine dritte Lehrkraft.

## Kultur und Sehenswürdigkeiten
Der jetzige Bau der Pfarrkirche wurde 1860 errichtet, nachdem die Kirche 1859 abgebrannt war.
Von 1993 bis 2000 wurde die Pfarrkirche in Újezd Svatého Kříže renoviert.
Vom etwa 2,5 km südöstlich liegenden Hostau her kommt der Jakobsweg Prag – Tillyschanz. Hinter Újezd Svatého Kříže wird er in nordwestlicher Richtung fortgesetzt zum 2,5 km entfernten Bělá nad Radbuzou.
Er ist mit I24 gekennzeichnet und heißt auf Tschechisch Svatojakubská cesta.